# Snookersäsongen 1993/1994
Snookersäsongen 1993/1994 behandlar säsongen på den professionella snookertouren.

## Nyheter
Rankingtävlingarna, nio till antalet, var precis desamma som föregående säsong (förutom att Benson & Hedges Championship hade förlorat sin status som Minor Ranking Event), och de spelades ungefär vid samma tid på året. UK Championship och European Open hade bytt plats i kalendern, liksom British Open och International Open. Dessutom hade Asian Open bytt namn till Thailand Open, och några andra av tävlingarna hade fått nya sponsorer.
Säsongen innebar det stora genombrottet för Ronnie O'Sullivan, då han som 17-åring blev den yngste någonsin att vinna en rankingturnering: UK Championship. Men som vanligt var det Stephen Hendry som dominerade säsongen, och behöll förstaplatsen på världsrankingen efter säsongens slut.

## Tävlingskalendern
| Inbjudningsturneringar |
| Rankingturneringar     |

| År   | Datum             | Turnering                    | Plats                        | Vinnare           | Finalist          | Resultat |
| ---- | ----------------- | ---------------------------- | ---------------------------- | ----------------- | ----------------- | -------- |
| 1993 | 22-26 september   | Scottish Masters             | Motherwell, Skottland        | Ken Doherty       | Alan McManus      | 10-9     |
| 1993 | 4-10 oktober      | Dubai Duty Free Classic      | Dubai, Förenade Arabemiraten | Stephen Hendry    | Steve Davis       | 9-3      |
| 1993 | 18-31 oktober     | Grand Prix                   | Reading, England             | Peter Ebdon       | Ken Doherty       | 9-6      |
| 1993 | 6-10 november     | Benson & Hedges Championship | Edinburgh, Skottland         | Ronnie O'Sullivan | John Lardner      | 9-5      |
| 1993 | 12-28 november    | UK Championship              | Preston, England             | Ronnie O'Sullivan | Stephen Hendry    | 10-6     |
| 1993 | 12-19 december    | European Open                | Antwerpen, Belgien           | Stephen Hendry    | Ronnie O'Sullivan | 9-5      |
| 1994 | 30 jan - 5 feb    | Welsh Open                   | Newport, Wales               | Steve Davis       | Alan McManus      | 9-5      |
| 1994 | 6-13 februari     | Masters                      | London, England              | Alan McManus      | Stephen Hendry    | 9-8      |
| 1994 | 14-19 februari    | International Open           | Bournemouth, England         | John Parrott      | James Wattana     | 9-4      |
| 1994 | 5-13 mars         | Thailand Open                | Bangkok, Thailand            | James Wattana     | Steve Davis       | 9-7      |
| 1994 | 20-27 mars        | Irish Masters                | Dublin, Irland               | Steve Davis       | Alan McManus      | 9-8      |
| 1994 | 30 mars - 7 april | British Open                 | Plymouth, England            | Ronnie O'Sullivan | James Wattana     | 9-4      |
| 1994 | 16 april - 2 maj  | VM i snooker                 | Sheffield, England           | Stephen Hendry    | Jimmy White       | 18-17    |
| 1994 | 28-29 maj         | European League Slutspel     | Bingen, Tyskland             | Stephen Hendry    | John Parrott      | 10-7     |